# Junkernbusch
Junkernbusch ist eine Hofschaft in Hückeswagen im Oberbergischen Kreis im Regierungsbezirk Köln in Nordrhein-Westfalen (Deutschland).

## Lage und Verkehrsanbindung
Junkernbusch liegt im westlichen Hückeswagen nahe dem größeren Ortsteil Wiehagen. Weitere Nachbarorte sind Winterhagen, Westhofen, Westhoferhöhe, Heidt, Grünenthal und Kammerforsterhöhe. Die Ortschaft liegt in einem kleinen Areal, das von der Bundesstraße 237 (B237) und den Landstraßen L101 und L68 eingeschlossen ist.

## Geschichte
1532 wurde der Ort das erste Mal urkundlich erwähnt. „Styntgen und 4 weitere Einwohner zo Buysch“ werden in einer Einwohnerliste genannt. Die Schreibweise der Erstnennung war Buysch.
Im 18. Jahrhundert gehörte der Ort zum  bergischen Amt Bornefeld-Hückeswagen. 1815/16 lebten 12 Einwohner im Ort. 1832 gehörte Junkernbusch der Großen Honschaft an, die ein Teil der Hückeswagener Außenbürgerschaft innerhalb der Bürgermeisterei Hückeswagen war. Der laut der Statistik und Topographie des Regierungsbezirks Düsseldorf als Weiler kategorisierte Ort besaß zu dieser Zeit zwei Wohnhäuser und vier landwirtschaftliche Gebäude. Zu dieser Zeit lebten 23 Einwohner im Ort, zwölf katholischen und elf evangelischen Glaubens.
Im Gemeindelexikon für die Provinz Rheinland werden für 1885 zwei Wohnhäuser mit 20 Einwohnern angegeben. Der Ort gehörte zu dieser Zeit zur Landgemeinde Neuhückeswagen innerhalb des Kreises Lennep. 1895 besitzt der Ort zwei Wohnhäuser mit 20 Einwohnern, 1905 zwei Wohnhäuser und 12 Einwohner.